# 라이딩스타
《라이딩스타》는 NHN의 사내 벤처로 시작한 블루캣 스튜디오에서 개발하고, 한게임에서 배급하는 온라인 스노우보드 게임이다. 2012년도까지 미국에서는 프로젝트 파우더라는 이름으로, 독일에서는 스노우바운드 온라인으로 서비스했었으며, 후자의 경우는 국적을 설정할 수 있으므로 같은 나라의 유저끼리 알아볼 수 있다는 점이 편리하다.

## 서비스 종료
라이딩스타는 2008년 10월 16일에 서비스 종료되었다.
프로젝트 파우더와 스노우바운드 온라인은 2012년도에 서비스 종료되었다.